# Hasemania kalunga
Hasemania kalunga är en fiskart som beskrevs av Vinicius Araújo Bertaco och Carvalho 2010. Hasemania kalunga ingår i släktet Hasemania och familjen Characidae. Inga underarter finns listade i Catalogue of Life.